# Nesār-e Chālāb Zard
Nesār-e Chālāb Zard (persiska: نسار چالاب زرد, نصار چالاب زرد, Neşār-e Chālāb Zard) är en ort i Iran.   Den ligger i provinsen Ilam, i den västra delen av landet, 500 km sydväst om huvudstaden Teheran. Nesār-e Chālāb Zard ligger 969 meter över havet och antalet invånare är 151.
Terrängen runt Nesār-e Chālāb Zard är varierad. Runt Nesār-e Chālāb Zard är det ganska tätbefolkat, med 52 invånare per kvadratkilometer. Närmaste större samhälle är Lūmār, 8,0 km sydväst om Nesār-e Chālāb Zard. Omgivningarna runt Nesār-e Chālāb Zard är i huvudsak ett öppet busklandskap.